# Fina fisken

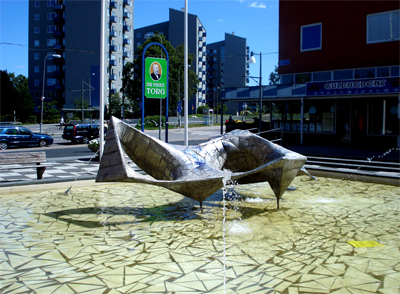
Fina fisken på Doktor Fries Torg juni 2009

Fina fisken, är en skulptur i rostfritt stål i en fontändamm på den norra delen av Doktor Fries torg i stadsdelen Guldheden i Göteborg. Skulpturen är gjord av Palle Pernevi och invigdes 28 september 1961. Den finansierades genom Charles Felix Lindbergs donationsfond, där Bostadsbolaget bekostade bassängen, utformad av Bror Persson. "Fina fisken och bassängen ägs av Göteborgs stad, som även förvaltar den. Konstnären har själv svetsat och satt samman de olika delarna. De fem vattenstrålarna i bassängen ska associera till platsen där konstverket tillverkades - Lyrön i Bohuslän.
Redan 1953 provades en modell av skulpturen på torget och 1955 antogs förslaget efter en pristävling.

## Norrköping
En mindre version av skulpturen köptes 1961 till Skulpturparken vid Norrköpings Konstmuseum, där den placerats i en bassäng.